# شاعری در هجوم منتقدان
شاعری در هجوم منتقدان با عنوان فرعی نقد ادبی در سبک هندی پیرامون شعر حزین لاهیجی کتابی‌است نوشتۀ محمّدرضا شفیعی کدکنی که به نقد و تحلیل شعر حزین لاهیجی و منتقدان وی می‌پردازد.

## ساختار و درون‌مایهٔ کتاب
در ابتدای فصل حزین در عصر ما آمده: حدود چهل سال پیش ازین، وقتی مردی سالخورده، چند غزل از غزل‌های حزین لاهیجی را با تغییر تخلّص، به‌نام خود انتشار داد، نیما یوشیج، آن پیشاهنگ شعر نو فارسی، گفت: «بزرگترین غزلسرایی که تاکنون دیده‌ام» اوست...
انتشار مقداری از غزل‌های حزین، به‌نام یک تن از اهالی عصر ما، در آن ایّام، غوغایی در محافل ادب برانگیخته بود. 
روزی از روزهای سال ۱۳۴۰ که در کتابخانۀ آستان قدس رضوی بودم، ناگهان متوجه شدم که یکی از ابیاتی که به‌نام آن استاد در حافظه دارم، در این تذکره به‌نام حزین لاهیجی آمده‌است.
تمام غزل‌های برجسته‌ای که به‌نام این «شاعر بزرگ معاصر» بنده و همۀ شعردوستان عصر، در دفترها و حافظه‌های خود ثبت کرده‌ایم، بدون کوچکترین تغییری، در دیوان حزین موجود است.

## وضعیت انتشار
این کتاب ابتدا در سال ۱۳۴۲ با عنوان حزین لاهیجی، زندگی و زیباترین غزل‌های او به‌همت انتشارات توس در مشهد انتشار یافت، سپس در سال ۱۳۷۵ با افزده‌های بسیار با عنوان شاعری در هجوم منتقدان به‌کوشش نشر آگه منتشر شد.